# بيدرو أنطونيو سانشيز
بيدرو أنطونيو سانشيز (بالإسبانية: Pedro Antonio Sánchez)‏ هو سياسي إسباني، ولد في 30 يناير 1976 ببويرتو لوبريراس في إسبانيا. حزبياً، نشط في حزب الشعب. وقد انتخب President of the Region of Murcia ‏ وانتخب deputy in the Regional Assembly of Murcia ‏.